# 大連万達グループ
大連万達グループ（だいれんワンダグループ、中: 大连万达集团股份有限公司、英: Dalian Wanda Group）は、中華人民共和国のコングロマリット（複合企業）である。通称、万達集団（ワンダグループ）。
傘下に、商業、文化、インターネット、金融の四大企業を所有している。また不動産、映画制作、映画館運営、スポーツなどの事業を展開している。
同族経営であり、2019年の「グローバル・ファミリー企業500社ランキング」で41位にランクインしている

## 概要
1988年に中国人民解放軍の軍人であった王健林により大連において不動産会社として創設され、後に北京へ本社を移した。現在は大型ショッピングモール万達広場や高級ホテルの運営、隣接するマンションの販売など中国の111都市で175のプロジェクトを展開しており、王健林は不動産バブルでアジア一の富豪にもなっている。
2014年12月には関連子会社の大連万達商業地産が香港証券取引所から新規株式公開（IPO）の認可を取得した。
大連の不動産開発で築いた財産を元手に、米国シカゴや英国ロンドンなど積極的に海外でも不動産開発を行い、特にスペインでは、2014年6月にスペイン不動産バブル崩壊の象徴でもあったエディフィシオ・エスパーニャを買収。2015年1月21日にはサッカークラブであるアトレティコ・マドリードに20％出資することを発表してスポーツにも乗り出し、2016年12月9日にはマドリードオリンピック構想の会場だったエスタディオ・オリンピコ・デ・マドリードをワンダ・メトロポリターノに改名（2022年6月まで）。
2014年2月10日に国際サッカー連盟（FIFA）のゼップ・ブラッター会長のおいが率いるスイス企業インフロント・メディアを買収し、2016年3月にはFIFAの冠スポンサーとなる2030年まで14年間の大型契約を締結したものの、中国国内の不動産バブル崩壊による契約金未払いにより、2024年にスポンサー契約が打ち切られた。
2015年8月、「アイアンマン」ブランドを所有し、米国ハワイ州ハワイ島で開催する「アイアンマン世界選手権大会」などの一連のトライアスロン競技大会を主催するワールド・トライアスロン・コーポレーション（WTC）を買収することで合意 したほか、国際バスケットボール連盟（FIBA）の公式グローバルパートナーを前例のない2016年から2031年までの大型契約を締結。 さらに2020年から10年間、陸上競技ダイヤモンドリーグのタイトルパートナーに就任するなどスポーツにも積極である。 
中国全土で映画館の買収を開始して2012年には国産映画の製作・配給に乗り出し、同年に世界最大のIMAXシアターと3Dシアターの運営会社であるアメリカのAMCシアターズの買収に成功した。2016年1月には米国ハリウッドの映画制作会社レジェンダリー・ピクチャーズを買収し、同年3月にはカーマイク・シネマズを買収して全米最大の映画館運営会社となり、同年12月には欧州最大手の映画館運営会社であるオデオン・シネマズの買収によって万達は世界最大の映画館運営会社となった。さらに「東のハリウッド」として青島東方影都を建設し、2016年の年次報告書の中では当時上海ディズニーランドの開業を契機に活況を呈していたテーマパーク産業での成功を足がかりに海外進出を加速させる構想を提示したほか、王健林もビッグ6やディズニーの打倒を発言して事業拡大に自信を示した。なお、ディズニー社CEOのボブ・アイガーは取引相手でもある王健林のこの言動に対して「奇妙だ」と応じた。
しかし、中国政府による海外投資への規制強化に伴い、ゴールデン・グローブ賞などを運営しているディック・クラーク・プロダクションやパラマウント映画の買収に失敗し、ソニー・ピクチャーズ エンタテインメントと中国商品のプロダクトプレイスメントを映画で行う代わりに製作費を援助するという提携を交わすことになった。2017年7月10日にはテーマパークなど観光施設への出資分やホテル等の大半を、融創中国に93億ドルで売却する計画を発表した。王健林は第十七回全国代表大会の代表に選ばれるなど中国共産党党員でも有名だったものの、2015年11月時点では「自分で稼いだカネを好きに使って何が悪い」と語っていた。こうした姿勢は中国政府に目を付けられて、2017年に金融機関による融資が制限されて、上記の在外事業・資産売却を余儀なくされたと『日経産業新聞』は報じている。2018年には、中国国内への投資に重点を置く計画を表明し、王は2019年1月に「当社の発展を支えてくれた中国共産党と政府に心から感謝したい」と述べた。
2021年、大連万達グループは、2012年に買収した AMCエンターテインメント・ホールディングスの持ち株比率を低下させ、経営権を手放した。AMCの2020年決算は、赤字が46億ドル（約5000億円）と過去最大を記録していた。